# Storsjön
Storsjön – jezioro w Szwecji, położone w środkowej części krainy historycznej (landskap) Jämtland w granicach gmin Åre, Berg, Krokom i Östersund. Jest piątym pod względem powierzchni jeziorem Szwecji (464 km²).
Lustro wody położone jest na wysokości ok. 292 m n.p.m. Głębokość maksymalna dochodzi do 74 m, średnia wynosi 17,3 m. Przez jezioro Storsjön przepływa rzeka Indalsälven. Na jeziorze znajdują się liczne wyspy, z których największą jest Frösön. Na wschodnim brzegu jeziora położony jest Östersund.
Według legend jezioro Storsjön zamieszkuje potwór Storsjöodjuret. Pierwszy znany przekaz o stworze pochodzi z 1635 r.